# Мелані Бернард
Мелані Бернард (англ. Mélanie Bernard; нар. 14 вересня 1974) — колишня канадська тенісистка.
Найвищу одиночну позицію світового рейтингу — 253 місце досягла 31 липня 1995, парну — 90 місце — 29 січня 1996 року.
Найвищим досягненням на турнірах Великого шолома було 3 коло в парному розряді.

## Фінали ITF
| турніри $25,000 |
| турніри $10,000 |

### Парний розряд (4–6)
| Результат | Ранг | Дата            | Турнір                       | Покриття | Партнерка        | Суперниці                              | Рахунок          |
| --------- | ---- | --------------- | ---------------------------- | -------- | ---------------- | -------------------------------------- | ---------------- |
| Поразка   | 1.   | 30 червня 1991  | Ковілян, Португалія          | Ґрунт    | Олів'я Де Камаре | Крістін Джонкоскі Сіобан Ніколсон      | 1–6, 3–6         |
| Перемога  | 1.   | 20 квітня 1992  | Ноттінгем, Велика Британія   | Тверде   | Керолайн Ділайл  | Емі Делоун Ліза Макші                  | 6–3, 7–5         |
| Поразка   | 2.   | 13 липня 1992   | Евансвілл (Індіана), США     | Тверде   | Керолайн Ділайл  | Деніелл Джонс Тесса Прайс              | 2–6, 6–4, 4–6    |
| Поразка   | 3.   | 20 липня 1992   | Роенок (Вірджинія), США      | Тверде   | Сінді Саммерс    | Деніелл Джонс Тесса Прайс              | 2–6, 2–6         |
| Поразка   | 4.   | 15 березня 1993 | Сан-Луїс-Потосі, Мексика     | Тверде   | Керолайн Ділайл  | Сандра Качіч Жанетта Гусарова          | 3–6, 6–3, 3–6    |
| Перемога  | 2.   | 22 березня 1993 | Сент-Саймонс (Джорджія), США | Ґрунт    | Керолайн Ділайл  | Джастін Годдер Жанетта Гусарова        | 7–5, 3–6, 6–4    |
| Перемога  | 3.   | 16 травня 1993  | Леон (Мексика), Мексика      | Ґрунт    | Керолайн Ділайл  | Рената Колбовіч Ванесса Вебб           | 3–6, 6–3, 6–1    |
| Перемога  | 4.   | 12 липня 1993   | Вінніпег, Канада             | Тверде   | Керолайн Ділайл  | Жанетта Гусарова Наґано Хіромі         | W/O              |
| Поразка   | 5.   | 17 липня 1994   | Евансвілл (Індіана), США     | Тверде   | Морін Дрейк      | Мішелл Джексон-Нобреґа Шеннен Маккарті | 6–4, 6–7(4), 3–6 |
| Поразка   | 6.   | 18 вересня 1994 | Ванкувер, Канада             | Тверде   | Керолайн Ділайл  | Марджорі Блеквуд Рената Колбовіч       | 5–7, 2–6         |